# Canis Minoridy
Canis Minoridy jsou meteorický roj, který zdánlivě přichází ze směru souhvězdí Malého psa.
11 Canis Minoridy, také zvané Beta Canis Minoridy, jsou meteorický roj, který vzniká v blízkosti hvězdy páté magnitudy 11 Canis Minoris. Byly objeveny v roce 1964 Keithem Hindleyem, který zkoumal jejich trajektorie a navrhl společný původ s kometou D/1917 F1 Mellish. Nicméně tento závěr byl následně vyvrácen, jak byl analyzován počet oběhů, který byl příliš nízký, a trajektorie objektů příliš různorodá na potvrzení spojení. Aktivní jsou od 4. do 15. prosince, vrcholí 10. a 11. prosince.